# Margarida Aldobrandini
Margarida Aldobrandini (Roma, Estats Pontificis, 1586 - Parma, Ducat de Parma, 1646) fou una noble italiana que va esdevenir duquessa consort i regent del Ducat de Parma.

## Orígens familiars
Va néixer el 1586 a la ciutat de Roma sent filla de Joan Francesc Aldobrandini (1545-1601) i Olímpia Aldobrandini (1567-1637), neboda aquesta última del papa Climent VIII.

## Núpcies i descendents
Per tal d'establir la pau entre les famílies Aldobrandini i Farnese es concretà el prometatge de Margarida amb Ranuccio I de Parma, celebrant-se les nocies el 7 de maig de 1600 a la ciutat de Roma. D'aquesta unió nasqueren:
- Alexandre Francesc Farnese (1602)
- Maria Farnese (1603)
- Alexandre Farnese (1610-1630)
- Odoard I de Parma (1612-1646), duc de Parma, casat amb la duquessa de Parma Margarida de Mèdici (1612-1679).
- Onorat Farnese (1613-1614)
- Maria Caterina Farnese (1615-1646), casada el 1631 amb Francesc I d'Este
- Maria Farnese (1618)
- Victòria Farnese (1618-1649), casada el 1648 amb Francesc I d'Este
- Francesc Maria Farnese (1620-1647), cardenal

A través del matrimoni Ranuccio I obtingué un important dot i l'autonomia del ducat de Parma, que seguia en aquells moments subordinat a la Santa Seu. Margarida, per la seva joventut, tingué diversos avortaments naturals i fills que moriren però en Ranuccio feu aflorir el temor que Margarida estava embruixada. El 1610 la parella celebra el naixement del primer fill que superà l'any de vida, però aquest nen nasqué sord i mut. Després d'una ràpida investigació, les sospites se centren en una antiga amant del Duc, Claudia Colla i la seva mare, que l'any 1611 foren acusades i condemnades per bruixeria.
A la mort del seu espòs el seu fill Odoard Farnese fou nomenat successor, si bé tingué la regència del seu oncle, el cardenal Ranuccio Farnese. A la mort d'aquest Margarida fou nomenada regent, càrrec que exercí fins al 1628, moment en què el seu fill assumí plenament el poder.
Margarida morí el 9 d'agost de 1646 a la ciutat de Parma.